# Circuit de Lorraine 2006
Il Circuit de Lorraine 2006, quarantaseiesima edizione della corsa, si svolse dal 18 al 21 maggio su un percorso di 710 km ripartiti in 4 tappe, con partenza a Thionville e arrivo a Hayange. Fu vinto dal colombiano Mauricio Soler della Acqua & Sapone davanti all'italiano Eddy Ratti e allo spagnolo Eduardo Gonzalo.

## Tappe
| Tappa  | Data      | Percorso                           | km    | Vincitore di tappa | Leader cl. generale |
| ------ | --------- | ---------------------------------- | ----- | ------------------ | ------------------- |
| 1ª     | 18 maggio | Thionville > Etain                 | 167,4 | Jean-Patrick Nazon | Jean-Patrick Nazon  |
| 2ª     | 19 maggio | Pont-à-Mousson > Gérardmer         | 199,9 | Mauricio Soler     | Mauricio Soler      |
| 3ª     | 20 maggio | Raon-l'Étape > Rehlingen-Siersburg | 176,7 | Eduardo Gonzalo    | Mauricio Soler      |
| 4ª     | 21 maggio | Metz > Hayange                     | 166,2 | Christophe Riblon  | Mauricio Soler      |
| Totale | Totale    | Totale                             | 710   |                    |                     |

## Dettagli delle tappe

### 1ª tappa
- 18 maggio: Thionville > Etain – 167,4 km

| Pos. | Corridore          | Squadra    | Tempo    |
| ---- | ------------------ | ---------- | -------- |
| 1    | Jean-Patrick Nazon | AG2R       | 3h54'06" |
| 2    | Matthieu Ladagnous | FDJ        | s.t.     |
| 3    | Kurt Hovelijnck    | Vlaanderen | s.t.     |

| Pos. | Corridore          | Squadra | Tempo    |
| ---- | ------------------ | ------- | -------- |
| 1    | Jean-Patrick Nazon | AG2R    | 3h53'56" |

### 2ª tappa
- 19 maggio: Pont-à-Mousson > Gérardmer – 199,9 km

| Pos. | Corridore           | Squadra         | Tempo    |
| ---- | ------------------- | --------------- | -------- |
| 1    | Mauricio Soler      | Acqua & Sap.    | 5h24'01" |
| 2    | Daniele Pietropolli | Tenax-Salmilano | a 2'18"  |
| 3    | Eddy Ratti          | Naturino        | a 2'26"  |

| Pos. | Corridore      | Squadra      | Tempo    |
| ---- | -------------- | ------------ | -------- |
| 1    | Mauricio Soler | Acqua & Sap. | 9h17'57" |

### 3ª tappa
- 20 maggio: Raon-l'Étape > Rehlingen-Siersburg – 176,7 km

| Pos. | Corridore            | Squadra   | Tempo    |
| ---- | -------------------- | --------- | -------- |
| 1    | Eduardo Gonzalo      | Agritubel | 4h04'52" |
| 2    | Tiziano Dall'Antonia | Panaria   | s.t.     |
| 3    | Eddy Ratti           | Naturino  | s.t.     |

| Pos. | Corridore      | Squadra      | Tempo     |
| ---- | -------------- | ------------ | --------- |
| 1    | Mauricio Soler | Acqua & Sap. | 13h23'03" |

### 4ª tappa
- 21 maggio: Metz > Hayange – 166,2 km

| Pos. | Corridore         | Squadra         | Tempo    |
| ---- | ----------------- | --------------- | -------- |
| 1    | Christophe Riblon | AG2R            | 3h46'42" |
| 2    | Gabriele Bosisio  | Tenax-Salmilano | s.t.     |
| 3    | Christophe Mengin | FDJ             | s.t.     |

| Pos. | Corridore       | Squadra      | Tempo |
| ---- | --------------- | ------------ | ----- |
| 1    | Mauricio Soler  | Acqua & Sap. |       |
| 2    | Eddy Ratti      | Naturino     |       |
| 3    | Eduardo Gonzalo | Agritubel    |       |

## Classifiche finali

### Classifica generale
| Pos. | Corridore           | Squadra           | Tempo |
| ---- | ------------------- | ----------------- | ----- |
| 1    | Mauricio Soler      | Acqua & Sapone    |       |
| 2    | Eddy Ratti          | Naturino          |       |
| 3    | Eduardo Gonzalo     | Agritubel         |       |
| 4    | Daniele Pietropolli | Tenax-Salmilano   |       |
| 5    | Nico Sijmens        | Landbouwkrediet   |       |
| 6    | Christophe Laurent  | Agritubel         |       |
| 7    | Christophe Riblon   | Ag2r Prévoyance   |       |
| 8    | Giancarlo Ginestri  |                   |       |
| 9    | Luigi Sestili       | Naturino          |       |
| 10   | Benny De Schrooder  | Chocolade Jacques |       |